# Fred R. Harris

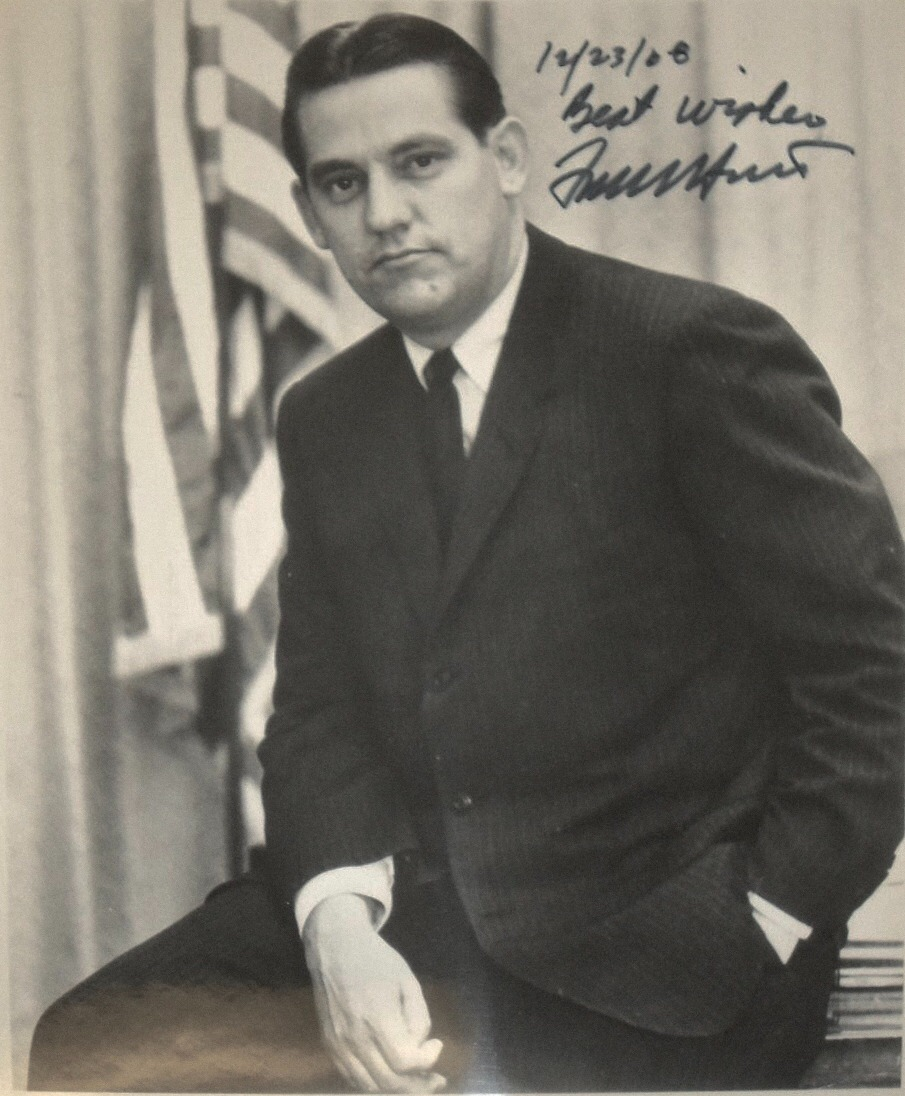
Fred Roy Harris (Dezember 1968)

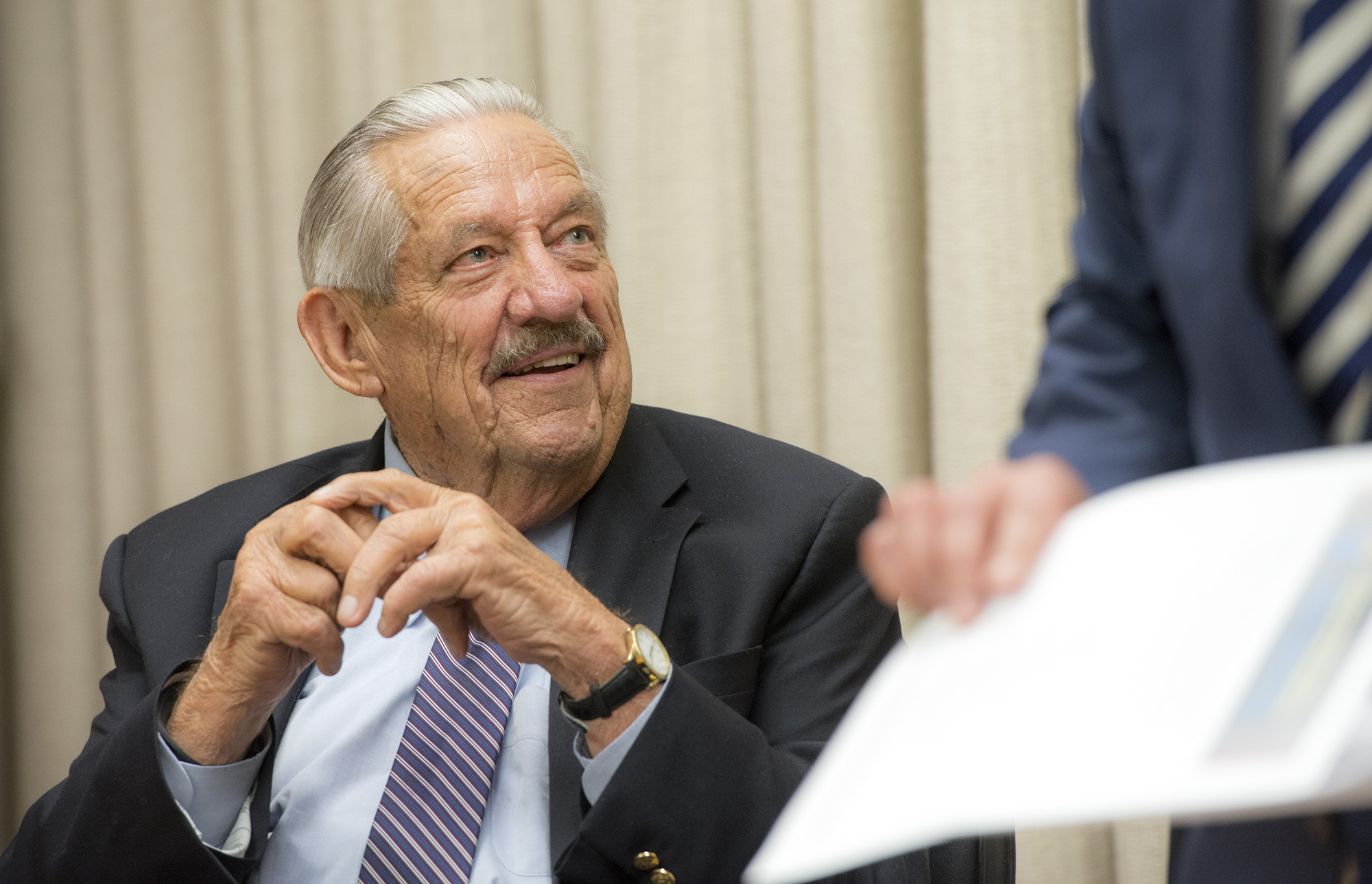
Fred Roy Harris (März 2018)

Fred Roy Harris (* 13. November 1930 in Walters, Cotton County, Oklahoma; † 23. November 2024 in Albuquerque, New Mexico) war ein US-amerikanischer Politiker (Demokratische Partei), der seinen Heimatbundesstaat Oklahoma im Senat der Vereinigten Staaten repräsentierte.

## Leben

### Werdegang
Fred Roy Harris wurde als eines von drei Kindern von Fred Byron und dessen Ehefrau Alene Person Harris auf einer kleinen Farm in Walters, einer 2600 Einwohner zählenden Kleinstadt im südwestlichen Oklahoma geboren. Als Junge musste Harris mit seinen beiden Schwestern auf der elterlichen Farm mitarbeiten und absolvierte gleichzeitig die Walters High School. Um sich das Studium an der University of Oklahoma zu finanzieren, arbeitete er als Hausmeister sowie als Gehilfe in einer Druckerei. 1952 schloss er sein Studium in Geschichte und Politikwissenschaften ab. Danach begann Harris ein Studium der Rechtswissenschaften, welches er 1954 mit Auszeichnung vollendete. Nachdem er im selben Jahr die Anwaltszulassung im Staat Oklahoma erhalten hatte, begann Harris als Anwalt in Lawton (Oklahoma) zu arbeiten. 1956 gründete er mit Berufskollegen die Rechtsanwaltskanzlei Harris, Newcombe, Redman, and Doolin, die sich in den kommenden acht Jahren zur größten Anwaltskanzlei im Südwesten von Oklahoma entwickeln sollte.

### Politische Karriere
Bereits 1954 kandidierte Harris für die Demokratische Partei für ein Mandat im Repräsentantenhaus von Oklahoma, verlor die Wahl jedoch um 35 Stimmen. Zwei Jahre später hatte Harris mehr Erfolg, als der 26-Jährige 1956 in den Senat von Oklahoma gewählt wurde. Harris galt als akribisch arbeitender und engagierter Senator, der in sämtlichen wichtigen Ausschüssen des Parlaments von Oklahoma vertreten war. 1962 gab er bekannt, für das Amt des Gouverneurs von Oklahoma kandidieren zu wollen, erreichte jedoch in den parteiinternen Vorwahlen nur den fünften Rang.
1964 fand nach dem Tod von Robert S. Kerr die Nachwahl um dessen Sitz im Senat der Vereinigten Staaten statt. Mit der Unterstützung der Familie Kerr wie auch der Wahlkampfhilfe von US-Präsident Lyndon B. Johnson gelang es Harris nicht nur, die parteiinterne Vorwahl gegen den übergangsweisen Amtsinhaber J. Howard Edmondson, den ehemaligen Gouverneur von Oklahoma, zu gewinnen, sondern er war auch in der Wahl am 3. November 1964 gegen den populären Football-Trainer Bud Wilkinson, den Kandidaten der Republikaner, mit 51,17 Prozentpunkten an Wählerzustimmung erfolgreich.
Fred Harris galt während seiner Zeit im Senat als zielstrebiger Politiker, der in drei wichtigen Senatsausschüssen sowie in neun Unterausschüssen vertreten war. Dabei setzte er sich vor allem für die Schaffung von Arbeitsplätzen ein, engagierte sich in sozialen Belangen und machte sich für Wissenschaft und Forschung stark. 1965 wurde er von der United States Junior Chamber of Commerce unter die Top Ten der outstanding young men in America, der hervorragenden jungen Männer Amerikas, gewählt. 1966 wurde Harris mit ebenfalls Absoluter Stimmenmehrheit in seinem Amt bestätigt.
Zu seinen Freunden zählten Robert F. Kennedy und Walter Mondale. 1968 war Harris unter den zwei letzten Kandidaten, die US-Präsidentschaftskandidat Hubert H. Humphrey für das Amt des Vizepräsidenten der Vereinigten Staaten ins Auge gefasst hatte, doch Humphrey entschied in letztem Augenblick anders und nahm Edmund Muskie mit auf sein Ticket. Als Wiedergutmachung aber auch wegen seines Engagements im Senat wurde Harris ein Jahr später, 1969, zum Vorsitzenden des Democratic National Committee (DNC) gewählt. Als solcher setzte er in seiner kurzen Amtszeit eine Kommission ein, die das Vorwahlverfahren für die Präsidentschaftskandidatur nachhaltig veränderte und auf weit mehr Basisabstimmungen als den Einfluss des Parteiestablishments setzte.
1968 wurde Harris von US-Präsident Johnson zum Vorsitzenden der National Advisory Commission on Civil Disorders ernannt, einer Kommission, die es sich zum Ziel gesetzt hatte, Rassenunruhen in einigen US-Großstädten zu unterbinden. Seine Politik, die sich für die Rechte von Afroamerikanern aussprach, war ein erster Grund, weshalb die Popularitätswerte von Harris in Oklahoma zurückgingen. Ein weiterer Dämpfer für das Image des Politikers war die Kritik von Harris am Vietnamkrieg. Da Exit-Polls ein Scheitern von Harris bei der nächsten Senatswahl prognostizierten, verzichtete Harris 1972 auf die Wiederwahl. Auch zog er sich 1970 vom Vorsitz des DNC zurück.
1971 gab er seine Kandidatur für das Amt des Präsidenten der Vereinigten Staaten bekannt, doch konnte er kaum Wahlkampfgelder akquirieren, so dass er nach wenigen Wochen das Unternehmen erfolglos abbrechen musste. In den kommenden Jahren lehrte er an der American University, ehe er 1976 erneut beabsichtigte, für das höchste Amt im Staat zu kandidieren. Wenngleich Harris weder als Kandidat der Demokraten aufgestellt wurde, noch die Wahl gewonnen hatte, konnte er doch in einigen Bundesstaaten in den Vorwahlen bemerkenswerte Ergebnisse erzielen. So erreichte er in Iowa mit 10 Prozentpunkten an Stimmen nach Jimmy Carter die zweithöchste Stimmenausbeute. Weitere zweistellige Prozentpunkte konnte er in New Hampshire und Vermont verbuchen. Bundesweit gesehen kam Harris auf 1,52 Prozentpunkte und nahm so den 10. Platz der demokratischen Präsidentschaftsbewerber ein.

### Spätes Leben und Privates
Fred Roy Harris lebte später in der Kleinstadt Corrales im Bundesstaat New Mexico, wo er Politikwissenschaften an der University of New Mexico lehrte. Er war mit LaDonna Harris verheiratet, einer Angehörigen des Volksstamms der Comanchen, mit der er drei gemeinsame Töchter hatte.
Harris betätigte sich auch als Buchautor. Nachdem er zunächst historische Sachbücher verfasst hatte, veröffentlichte er 1999 mit Coyote Revenge seinen ersten Roman, für den er im Jahr darauf mit dem Nero Wolfe Award ausgezeichnet wurde.